# Birtley (Northumberland)
Pour les articles homonymes, voir Birtley.
Birtley est un village du Northumberland, en Angleterre.